# NGC 3976A
NGC 3976A је лентикуларна галаксија у сазвежђу Девица која се налази на NGC листи објеката дубоког неба.
Деклинација објекта је + 6° 40' 39" а ректасцензија 11h 56m 2,6s. Привидна величина (магнитуда) објекта NGC 3976 износи 14,9 а фотографска магнитуда 15,8. NGC 3976A је још познат и под ознакама MCG 1-31-1A, CGCG 41-7, ARAK 333, PGC 37490.